# Summer Moved On
Summer Moved On is van het Noorse band a-ha uit 2000. Het is de eerste single van hun zesde studioalbum Minor Earth Major Sky.
Gitarist Paul Waaktaar-Savoy schreef het nummer voor het optreden van a-ha tijdens het concert voor de Nobelprijs voor de Vrede in 1998. Twee jaar later werd het op single uitgebracht. "Summer Moved On" was de eerste single van a-ha in zes jaar en betekende de comeback voor de band in de muziekindustrie. Het leverde a-ha een nummer 1-hit op in hun thuisland Noorwegen. Ook in andere Europese landen werd het nummer een (bescheiden) hit. De Nederlandse Top 40 wist de plaat niet te bereiken, wel haalde het een magere 74e positie in de Nederlandse Single Top 100. In Vlaanderen bereikte het nummer de 2e positie in de Tipparade.